# Ervil LeBaron
Ervil Morrell LeBaron (22 de febrero de 1925 - 15 de agosto de 1981) fue dirigente de un grupo fundamentalista mormón polígamo. Ervil ordenó asesinar a numerosos oponentes, recurriendo a la doctrina religiosa de la expiación con sangre para justificar estas muertes. Fue sentenciado a cadena perpetua por ordenar el asesinato de un rival y se suicidó en prisión.
Tuvo al menos 13 esposas en matrimonio polígamo, algunas de las cuales eran menores de edad en el momento de contraer matrimonio. Varias de estas esposas estuvieron involucradas en los asesinatos.

## Historia
Después de que La Iglesia de Jesucristo de los Santos de los Últimos Días abandonase oficialmente la práctica de la poligamia en 1890, algunos mormones polígamos, que más tarde serían excomulgados de la iglesia, se mudaron al norte de México para continuar practicando la poligamia sin la interferencia de la ley estadounidense. Alma Dayer LeBaron, Sr. fue una de esas personas: en 1924 se mudó con su familia, compuesta por dos esposas y ocho hijos, al norte de México. La familia construyó una granja llamada «Colonia LeBaron» en Galeana, Chihuahua.
Cuando Alma murió en 1951, el liderazgo de la comunidad pasó a su hijo Joel LeBaron. Joel convirtió la comunidad en la Iglesia del Primogénito de la Plenitud de los Tiempos en Salt Lake City, Utah. El hermano más joven de Joel, Ervil LeBaron, fue su segundo al mando durante los primeros años de existencia de la iglesia. El grupo contaba con unas 30 familias radicadas en Utah y en la localidad de Los Molinos en Baja California (México).

## Asesinatos
En 1972, los hermanos se disputaron el liderazgo de la Iglesia del Primogénito, y Ervil comenzó la Iglesia del Cordero de Dios en San Diego, California. Ese año, Ervil ordenó el asesinato de Joel en México. El liderazgo de la iglesia de Baja California pasó al hermano más joven de los LeBaron, Verlan, a quien Ervil intentó asesinar años después. En 1974, Ervil fue juzgado y condenado en México por el asesinato de Joel. En represalia, los seguidores de Ervil asaltaron y destruyeron Los Molinos en un intento de matar a Verlan, que se encontraba en Nicaragua. En este ataque murieron dos personas.
La atención de Ervil LeBaron se centró también en los líderes polígamos rivales. En abril de 1975, ordenó el asesinato de Bob Simons, un granjero que practicaba la poligamia y pretendía convertirse en pastor de comunidades indígenas. En 1977, LeBaron ordenó el asesinato de Rulon C. Allred, dirigente de la Hermandad Unida Apostólica, otra secta fundamentalista mormona. La decimotercera esposa de Ervil LeBaron, Rena Chynoweth, llevó a cabo el crimen junto con otra mujer, Ramona Marston. A pesar de que Rena Chynoweth fue juzgada y absuelta por el asesinato de Allred, confesó el delito en sus memorias, The Blood Covenant (1990). También describió sus experiencias en el grupo de LeBaron, donde, según el relato, se recurría al control mental y el miedo para dominar a los seguidores.
Ervil LeBaron también ordenó los asesinatos de miembros de su propia familia y de sus seguidores. Su décima esposa, Vonda White, fue condenada y sentenciada a cadena perpetua por el asesinato de Dean Grover Vest, uno de los secuaces de LeBaron, quien había intentado abandonar la iglesia. Vonda White también reconoció haber matado a Noemi Zarate Chynoweth, la mujer del suegro de Ervil, padre de su esposa Lorna Chynoweth. Noemi había criticado las prácticas de Ervil LeBaron y le rechazó en su boda con Bud Chynoweth. Según los testigos, Thelma Chynoweth (primera esposa de Bud Chynoweth, madre de Lorna y hermana de Noemi) ayudó a matar a Noemi. Ervil LeBaron también estuvo relacionado con la muerte de su propia hija, Rebecca, de 17 años y embarazada de su segundo hijo. Rebecca quería abandonar el grupo; se cree que Eddie Marston (hijastro de Ervil) y Duane Chynowerth (cuñado de Ervil) la estrangularon en abril de 1977.
El 1 de junio de 1979, Ervil LeBaron fue arrestado por la policía mexicana y extraditado a los Estados Unidos, donde estaba acusado de ordenar la muerte de Allred. En 1980 fue sentenciado a cadena perpetua en la prisión estatal de Draper (Utah), donde se suicidó el 16 de agosto de 1981. El hermano de Ervil, Verlan (a quien Ervil había intentado asesinar) falleció en un accidente automovilístico en la Ciudad de México dos días después de que Ervil fuese encontrado muerto en su celda. En una entrevista en octubre de 2012 con Vice Magazine, el nieto de Verlan LeBaron, Brent LeBaron declaró que algunos miembros de la familia LeBaron no creían que se tratara de una coincidencia.

## Consecuencias
Mientras estaba en prisión, LeBaron escribió una «biblia» de 400 páginas conocida como The Book of the New Covenants, en el que se incluía el mandamiento de asesinar a miembros disidentes de la iglesia que se añadían a una lista escrita por Ervil. De esta lista se imprimieron y distribuyeron unas 20 copias. Tres de los asesinatos se perpetraron simultáneamente el 27 de junio de 1988 a las 4 de la tarde. Duane Chynoweth, uno de los antiguos seguidores de LeBaron, y su hija de 8 años fueron abatidos a tiros mientras paseaban. Eddie Marston, hijastro y antiguo matón de LeBaron, fue asesinado de la misma manera, y Mark Chynoweth, padre de seis hijos, recibió varios disparos en su oficina de Houston, Texas.
De los siete asesinos implicados en lo que se denominó «asesinatos de las cuatro en punto», cinco fueron hallados culpables de asesinato. Cynthia LeBaron testificó contra sus hermanos y a cambio de su propia inmunidad. La última sospechosa, Jacqueline LeBaron, fue capturada por el FBI en mayo de 2010. El 16 de junio de 2011, Jacqueline LeBaron se declaró culpable de conspirar para obstruir creencias religiosas.
El 14 de septiembre de 2012, a Jacqueline Tarsa LeBaron se le concedió la libertad condicional varios meses antes lo que le correspondía. No se conoce su situación legal actual: aunque su acuerdo con la fiscalía es público, su testimonio ante el tribunal es secreto. Actualmente, su paradero es desconocido.
Se cree que más de 25 personas fueron asesinadas por órdenes que impartió LeBaron desde la prisión. Muchos de los miembros de su familia y otros exmiembros del grupo aún permanecen ocultos por miedo a represalias de los seguidores que siguen fieles a LeBaron. No obstante, Anna LeBaron, hija de Ervil, que escapó del grupo a los 13 años, publicó su experiencia como miembro del culto en 2017, y en el libro afirma que las muertes se han acabado y los miembros de la familia ya no están en peligro.

## En el arte

### En el cine
Prophet of Evil: The Ervil LeBaron Story. 1993. ("Profeta del Mal: La Historia de Ervil LeBaron") Película de 1993. 
Ensayos
- Ben Bradlee, Dale Van Atta (1981). Prophet of blood: the untold story of Ervil LeBaron and the lambs of God. ("Profeta de sangre: la historia no contada de Ervil LeBaron y los corderos de Dios").
- Scott Anderson (1994). The 4 O'Clock Murders: The True Story of a Morman Family's Venegeance. Random House.("Los asesinatos de las 4 en punto: La verdadera historia de la venganza de una familia mormona").
- Jon Krakauer (2004). Under the banner of heaven: a story of violent faith. ("Bajo la pancarta del cielo: una historia de fe violenta").
- Irene Spencer (2009). Cult Insanity: A Memoir of Polygamy, Prophets, and Blood Atonement. Hachette Book Group. ("Locura religiosa: Una memoria de pomigamia, profetas y expiación sangrienta").